# Companhia Geral do Comércio do Brasil
A Companhia Geral do Comércio do Brasil foi uma empresa privada, de carácter monopolista, criada sob o reinado de João IV de Portugal (1640-1656), em Portugal.
Fundada em 8 de março de 1649, no contexto da segunda das Invasões holandesas no Brasil (1630-1654), destinava-se a coadjuvar a resistência ao invasor e fomentar o comércio intercontinental de Portugal na região. Tinha como propósito principal o de chamar para si os cristãos-novos, para que estimulassem o seu comércio, para servir o Reino de Portugal. Reconhecidos como hábeis comerciantes e homens de negócios, muitos deles eram descendentes de portugueses e demonstravam orgulho nessa ascendência, mas estavam no Brasil ao serviço dos Países Baixos que os havia recebido anos antes quando expulsos de Portugal pela Inquisição.
A sua principal função seria a de estimular a recuperação da agromanufatura açucareira, afetada pelo conflito, e com isso de fornecer, em carácter de exclusivo comercial, escravos africanos para a região nordeste do Brasil, além de assegurar o transporte do açúcar em segurança para a Europa.

## História

### Antecedentes
No contexto da Dinastia Filipina, o incontestável sucesso das companhias monopolistas privadas neerlandesas no domínio do comércio com o Oriente a partir do início do século XVII, causou alarme nas nações ibéricas, levando-as à busca de novas fórmulas para financiar as suas atividades comerciais.
O caminho natural era o de reproduzir o modelo dessas companhias e projetos foram esboçados em 1619 e 1624, tendo mesmo um Regimento sido aprovado em 1628, ano em que foi criada a Companhia Portuguesa das Índias Orientais. Esta primeira tentativa de criação de uma Companhia na Península foi defendida por Duarte Gomes Solis, mas não logrou êxito pela ausência de capitais privados.
Com a Restauração da Independência de Portugal, o padre António Vieira, já em 1643, propôs a criação de duas companhias, uma para o Estado Português da Índia e outra para o Estado do Brasil, nos moldes da Companhia Neerlandesa das Índias Ocidentais. O capital de ambas proviria dos cristão-novos de Lisboa e de judeus sefarditas norte-europeus. As ideias do religioso e diplomata iam além, propugnando manter o comércio com as colônias a salvo dos confiscos do Santo Ofício, o que, no conjunto, teve como consequência precipitá-lo mas malhas do Santo Ofício.
A ocupação da ilha de Itaparica pelos neerlandeses, em fevereiro de 1647, bloqueando Salvador, capital do Estado do Brasil, notícia que alcançou Lisboa em maio do mesmo ano, teve como consequência imediata o envio de uma Armada de socorro ao Brasil, e o sucesso no seu apresto, a formação da Companhia Geral do Comércio do Brasil.

### A constituição da Companhia
O padre António Vieira compreendia que da preservação do comércio com o Brasil dependendia a boa capacidade financeira e, numa visão de longo prazo, a independência de todo o Reino.
À época, as perdas de embarcações e de carga então verificadas na Carreira do Brasil devido à guerra de corso eram insuportáveis. Vieira argumentava que, sendo imperativo organizar-se um sistema de comboio naval, e uma vez que não existiam no Reino meios navais capazes de desempenhar essa missão a contento, era necessário assegurar capital em montante suficiente para remunerar, adquirir e/ou fretar esses meios. Acrescentava que esse objetivo só seria alcançado pela criação de uma Companhia fundada no capital privado e, à época, no Reino, os únicos capitais disponíveis de imediato eram os dos cristãos-novos. Desse modo, para que estes se sentissem seguros para investir na Companhia, Vieira sustentava ser necessário isentá-los do confisco dos bens e dos capitais.
Essa proposta levantou de imediato grande celeuma na Corte e na Igreja. Entretanto, a presteza com que se procedera ao levantamento da Armada de Socorro ao Brasil, bem como a realidade de que o Estado não possuía os recursos necessários para o apresto de uma armada capaz de comboiar as frotas do Brasil, eliminou quaisquer dúvidas que João IV de Portugal pudesse alimentar acerca do financiamento da Companhia por cristão-novos.
A criação da Companhia foi adiada por seis meses, uma vez que Duarte da Silva e alguns candidatos a diretores da Companhia estavam envolvidos na preparação da armada de António Teles da Silva e Salvador Correia de Sá e Benevides para a Reconquista de Angola. Os obstáculos de natureza teológica levantados pelo Santo Ofício também pesaram para o atraso. Para esse fim, a 6 de fevereiro de 1649 o soberano fez vir ao Paço o bispo inquisidor-geral, D. Francisco de Castro, e lhe comunicou os termos da criação da Companhia. Entre estes incluíam-se um Alvará em que se concedia a isenção do fisco à Companhia, contra o qual o inquisidor apresentou os seus mais veementes protestos.
O soberano assegurou ao bispo que a situação só tinha progredido daquele modo uma vez que o grave estado do Reino assim o exigia, e que, a fundação da Companhia naqueles termos, era a sua única salvação. Quatro dias depois era publicado o Estatuto da Companhia, contendo um preâmbulo e 52 artigos, a maior parte prescrições estatutárias e regulamentares internas, umas de natureza legislativa e outras de carácter contratual entre o Estado e a nova Sociedade, a primeira de natureza anónima que se conhece no país.

### A primeira Armada
A primeira Armada da Companhia, com regimento passado a 14 de outubro de 1649, saiu do porto de Lisboa a 4 de novembro, rumo ao Rio de Janeiro, via Salvador, sob o comando do Capitão-general João Rodrigues de Vasconcelos e Sousa, 2.º conde de Castelo Melhor, nomeado para o cargo pela Companhia, tendo como imediato o almirante Pedro Jacques de Magalhães. O conde de Castelo Melhor vinha substituir o Conde de Vila Pouca de Aguiar na direção do Estado do Brasil. A Armada era composta por dezoito galeões que escoltavam quarenta e oito mercantes, trinta e dois dos quais bem artilhados.

### Obrigações e privilégios
A área de atuação da Companhia estendia-se da capitania do Rio Grande à de São Vicente, inclusive os territórios à altura militarmente ocupados pela sua rival, a Companhia Neerlandesa das Índias Ocidentais.
O seu capital social seria integralizado por investidores de qualquer classe ou nacionalidade, que poderiam participar na Companhia através de uma subscrição mínima de 20 cruzados. A sua gestão ficaria a cargo de uma Junta ou Conselho de Diretores, composta por nove elementos eleitos por três anos. Este corpo diretivo seria autónomo e independente de qualquer poder judicial, estando igualmente fora da alçada do Santo Ofício. As instalações necessárias ao provimento das suas Armadas eram cedidas pela Coroa, nomeadamente as casas que haviam sido do marquês de Castelo Rodrigo ao Corpo Santo em Lisboa, onde se instalou a sua administração.
Como contrapartida principal pelo monopólio que lhe era assegurado, a Companhia deveria armar uma frota anual de 36 navios de guerra, cada um deles armando um mínimo de 20 a 30 canhões. Para esse fim, a Companhia poderia construir navios nos estaleiros de Lisboa, Porto, Pederneira, Aveiro e Alcácer do Sal, em Portugal, e nos das capitanias da Bahia, Rio de Janeiro, São Vicente e do Maranhão. Para o mesmo fim, estava autorizada a fretar navios estrangeiros, ao abrigo de uma licença real.
Os oficiais navais da Companhia que serviriam nesses navios seriam nomeados pelos Diretores, com comissões de serviço trienais, sendo também autorizado o recrutamento de soldados ou marinheiros estrangeiros.
As forças armadas e navais da Companhia gozavam do mesmo estatuto que as da Coroa, tendo como privilégios formais o direito de usar as armas reais e a esfera armilar do rei D. Manuel. Permitia-se ainda à Companhia o tocar caixa, constrangendo os súbditos ao serviço de mar e guerra nas suas armadas, do mesmo modo como o Estado recrutava as suas forças militares.
Era assegurado à Companhia o privilégio do monopólio do fornecimento, à colónia, do vinho, dos cereais, do azeite e do bacalhau, a preços a serem fixados por ela própria (estanco), além de todas as exportações de madeiras tropicais, sobre as quais deveria pagar um imposto em Lisboa.
Outros privilégios assegurados à Companhia eram:
- a cessão, pela Coroa, de seis navios de guerra, a serem pagos a prazo pela Companhia;
- a isenção de parte dos impostos sobre os vinhos a serem consumidos a bordo dos seus navios, nas mesmas condições dos que se destinavam às armadas reais;
- o direito de manter as presas que fizesse; e
- a proibição da comercialização, no Brasil, de aguardente da terra, cachaça e vinho de mel, para evitar a concorrência com os vinhos reinóis, de cuja distribuição era monopolista.

A Companhia poderia ainda cobrar uma taxa por cada caixa ou fardo de açúcar, tabaco, couros e algodão que saísse do Brasil, além dos fretes nas embarcações de escolta que, embora se constituindo em navios de guerra, nem por isso deixavam de transportar mercadorias.
Em que pese a extensão dos privilégios assegurados à Companhia foram subscritos apenas 1 255 000 cruzados, quantia aquém do que se esperava e seria necessária para a sua plena operação. Além disso, alguns investidores, obtida a isenção do fisco, deixaram de integralizar as suas contribuições, o que levou o soberano a emitir um novo alvará, em 27 de setembro de 1650, determinando a realização dos pagamentos em atraso.

### Críticas à Companhia
A criação da Companhia e a amplitude dos privilégios que lhe foram concedidos levantaram veementes críticas e questionamentos à época. Entre elas as principais eram de natureza religiosa, formuladas pelo Clero, dado que os seus principais acionistas eram cristãos-novos e o capital judaico, o que poderia atrair a ira e o castigo de Deus. Complementarmente, alegava-se que a isenção do fisco infringia os canônes da Igreja, excedia os poderes reais e fora mesmo condenada pelo Sumo Pontífice.
A insatisfação provinha também dos proprietários de navios de pequena tonelagem, especialmente os das ilhas atlânticas, doravante afastados de um lucrativo comércio, impedidos que ficavam de comerciar os produtos estancados pela Companhia. Em seu favor, argumentavam a incapacidade da Companhia em prover o Brasil de gêneros de primeira necessidade, nomeadamente os quatro estancados, não apenas porque as frotas eram muito espaçadas no tempo, mas porque os seus navios partiam de Lisboa, ou apenas em lastro, ou com quantidades insuficientes até para suprir as necessidades mais imediatas. Essas queixas foram mesmo subscritas por alguns nobres influentes, e até por oficiais navais da própria Companhia.
O último questionamento era de natureza jurídica, tendo tido lugar na primeira metade da década de 1650, quando se afirmou que o contrato com a Companhia era nulo, de vez que ela jamais cumprira integralmente com a sua obrigação de fornecer os 36 navios de guerra pactuados.

## Nacionalização e integração na Junta do Comércio
Com a sua extinção ou incorporação no Estado português (nacionalizada), em 1657, aquela companhia seria integrada ou transformada em Junta do Comércio por Decreto de 15 de Novembro de 1662.
Porém, só durante o reinado de D. José esta instituição viria a ser criada definitivamente, por Decreto de 30 de Setembro de 1755.
Inicialmente, Pombal atribuiu-lhe o nome de "Junta do Comércio do Reino de Portugal e Seus Domínios". Em 1788, foi elevada ao estatuto de supremo tribunal - o que a colocava sob a autoridade imediata do Rei - e passou ter o nome oficial de "Real Junta do Comércio, Agricultura, Fábricas e Navegação".
Em 11 de Agosto de 1791 foram-lhe atribuídas as funções de corretora e provedora de seguros.
Por alvará de 30 de Junho de 1834 foi extinta a Junta do Comércio, por ser considerada incompatível com a forma governamental estabelecida na Carta Constitucional de 1826.